# City of Gold
City of Gold ist ein kanadischer Dokumentar-Kurzfilm von Wolf Koenig und Colin Low aus dem Jahr 1957.

## Handlung
Pierre Berton erzählt von der Stadt Dawson City, in der er geboren wurde und aufgewachsen ist. Damals war die Stadt eine Kleinstadt mit kaum 400 Einwohnern. Als Kind liebte er es, in den wie riesige Puppenhäuser wirkenden verlassenen Häusern zu spielen. Auch Wracks von Lokomotiven und Schiffen dienten ihm als Spielplatz und ließen ihn nicht hinterfragen, woher all die Dinge stammten. Nur die Alten des Ortes haben noch eine Ahnung davon, wie Dawson City während des Klondike-Goldrauschs im Jahr 1897/98 war.
Im Jahr 1897 begann der Goldrausch, nachdem in Dawson City ein Nugget gefunden wurde. Aus der ganzen Welt strömten die Leute in die Kleinstadt, die schließlich 30.000 bis 40.000 Personen fasste. Prostitution florierte, doch gab es keine Zwischenfälle. Die Polizei im Ort verhinderte jegliche größeren Diebstähle und Verbrechen. Obwohl nur eine Handvoll Goldschürfer tatsächlich fündig wurden und den Ort als reiche Männer verließen – jedoch teilweise verarmt später zurückkehrten – schienen viele Männer trotz der großen Strapazen im Ort doch etwas gefunden zu haben, was sie entschädigte und bewog, für immer da zu bleiben. Höhepunkt des Goldrausches war der 4. Juli 1898, an dem die Anwesenden gleichzeitig Dominion Day und den Day of Independence feierten, lag das US-Städtchen doch auf kanadischem Boden.
Am Ende kehrt Berton wieder in die Gegenwart zurück. Sein Vater wäre gerne in Dawson City verstorben, entschied sich jedoch für einen Umzug. Berton selbst hat die Stadt seit seiner Kindheit nicht mehr gesehen, denkt jedoch, dass sie noch genauso verträumt wie damals ist und dass die Alten, die dageblieben sind, in der Stadt des Goldrauschs ihr eigenes Eldorado gefunden haben.

## Produktion
City of Gold wurde vom National Film Board of Canada produziert. Der Schwarz-Weiß-Film mischt Realaufnahmen der Stadt aus den 1950er-Jahren (Aufnahmen von Wolf Koenig und Colin Low) mit Archivfotografien, die über Zooms und Schwenks „lebendig“ werden. Dokumentarfilmer Ken Burns nannte den Film eine Inspiration für seine eigene Arbeitsweise, die sich stark dieses Effekts bedient (sh. Ken-Burns-Effekt). Der Film wurde im Mai 1957 auf den Internationalen Filmfestspielen von Cannes gezeigt.

## Auszeichnungen
City of Gold lief in Cannes 1957 im Wettbewerb um die Goldene Palme (Kurzpreis) und erhielt den Kurzfilmpreis für die Beste Dokumentation. Der Film erhielt 1958 eine Oscar-Nominierung in der Kategorie Bester Kurzfilm und wurde für einen British Academy Film Award als Bester Dokumentarfilm nominiert. Im Jahr 1958 gewann er einen Canadian Film Award als Film des Jahres und wurde auf dem Bilbao International Festival of Documentary and Short Films mit einem Goldenen Mikeldi ausgezeichnet.